# メティン・アルディティ
メティン・アルディティ（Metin Arditi、1945年2月2日 - ）は、トルコ系スイス人の評論家、作家、実業家である。トルコ・アンカラ生まれ。

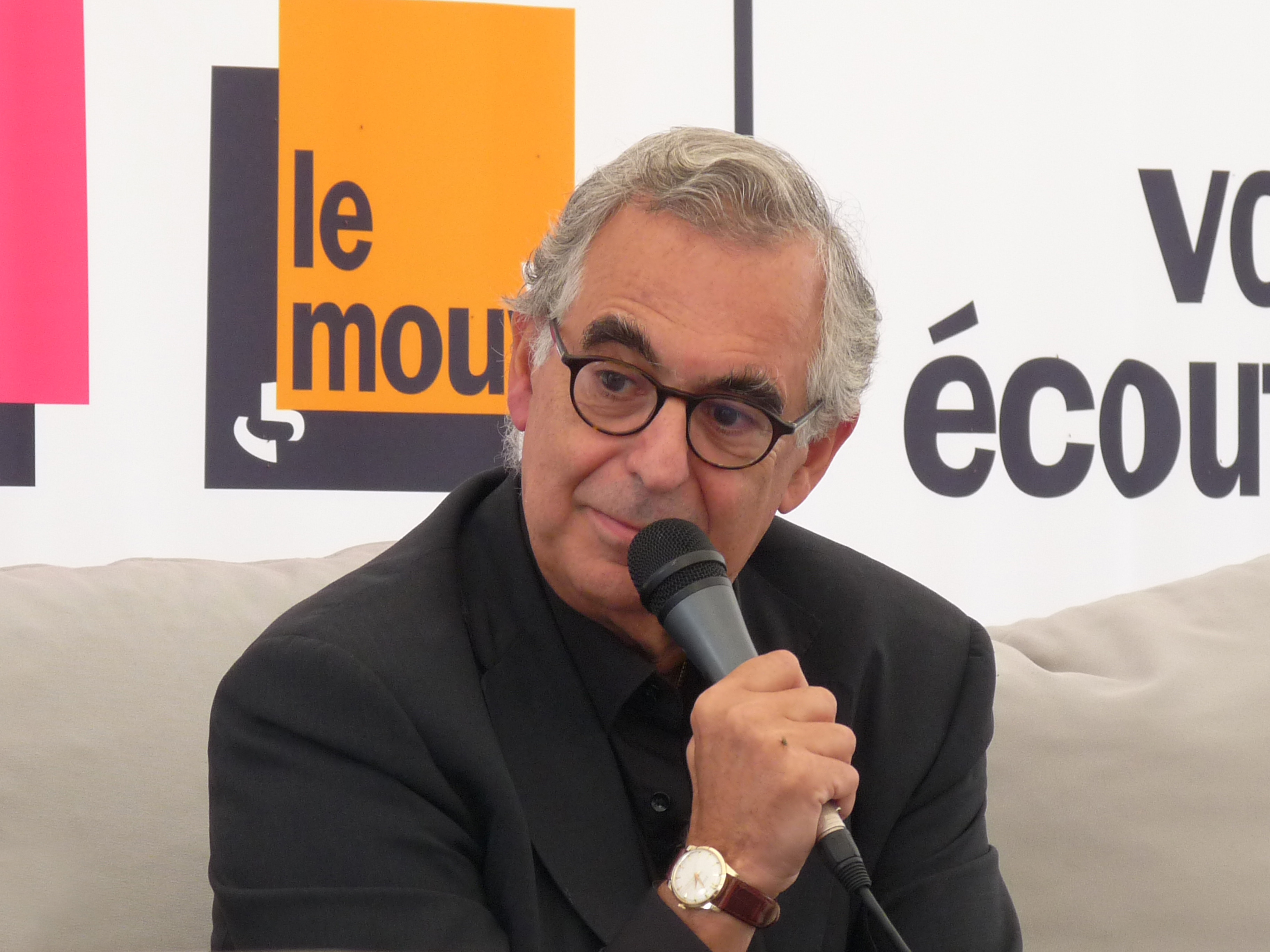
メティン・アルディティ

## 経歴
1945年トルコ・アンカラ生まれ。7歳でトルコを離れ、ローザンヌのボーディングスクール卒業後、スイス連邦工科大学ローザンヌ校にて学部で物理学、大学院にて原子力工学を学ぶ。その後スタンフォード大学経営大学院でMBAを修了。
スイス・ジュネーブに在住。1988年にアルディティ財団を設立。2000年から2013年の間スイス・ロマンド管弦楽団の会長を務める。2012年よりユネスコ親善大使として活動。

## 作家として
エッセイ、演劇、小説などを発表しており、多くの書籍は親子関係の難しさ、孤独、亡命に関するテーマを扱っている 。